# Nursel Duruel
 (octobre 2024).
Œuvres principales
Geyikler, Annem ve Almanya (1982)
Nursel Duruel est une écrivaine turque.
Nursel Duruel est née dans le district de Şarkikaraağaç à Isparta. Elle est le neveu du célèbre écrivain Tarık Buğra. Elle a étudié au lycée pour filles d'Istanbul (1960). Après une longue période, elle est diplômé de l'Université d'Istanbul, Faculté des Lettres, Département d'Archéologie (1996).
L'auteur a publié ses premiers récits dans divers magazines. Plus tard, elle publie son premier livre, Geyikler, Annem ve Almanya (Les cerfs, ma mère et l'Allemagne) (1982). Elle a remporté Prix de l'histoire Sait Faik  en 1983 avec son travail. De plus, ce livre a été adapté en film par TRT en 1987. Alors qu'il réalisait une émission de radio en 1979, elle interviewait les quartiers pauvres d'Istanbul.
La petite fille qu'il a vue dans une maison qu'il a visitée a motivé l'auteur à écrire ce livre.
Nursel Duruel a travaillé comme productrice à la radio TRT Istanbul (1965-1985). Elle a fait des évaluations et des critiques d'histoires dans son programme sur la chaîne de télévision TRT 2. Elle a travaillé comme encyclopédiste et rédacteur publicitaire. Elle a travaillé comme directeur à la radio et télévision de la municipalité métropolitaine d'Istanbul (1992). Elle a préparé des programmes de promotion de livres sur la radio TRT Istanbul.
L'auteur fait partie des conteurs de la génération des années 1980. Dans ses histoires, elle traite des changements sociaux, des questions d'immigration, des problèmes des femmes et des transformations humaines dans les années 1970 à 1980.

## Publications
- Geyikler, Annem ve Almanya (1982)
- Yazılı Kaya (1992)
- Cemal Süreya, Şairin Hayatı Şiire Dahil (1995)
- Güvercin Curnatası (1997)